# Don James
Don James é um executivo estado-unidense de jogos eletrônicos com a Nintendo da América. Como membro essencial do time liderado por Howard Lincoln e Minoru Arakawa, James teve um papel crítico na reintrodução dos consoles de jogos eletrônicos na América do Norte após o Crash dos videogames de 1983, quando o Nintendo Entertainment System gerou um renascimento dos jogos eletrônicos no final dos anos 80.
Pauline, a donzela em apuros de Donkey Kong, tem seu nome em homenagem à esposa de Don James, Polly. Nesta época, Don era o gerente de armazenamento da Nintendo em Redmond, Washington.